# Arctosa epiana
Arctosa epiana este o specie de păianjeni din genul Arctosa, familia Lycosidae. A fost descrisă pentru prima dată de Berland, 1938. Conform Catalogue of Life specia Arctosa epiana nu are subspecii cunoscute.